# Wanya Marçal
Wanya Marçal Madivádua (Leicester, 19 oktober 2002) is een Portugees-Angolees-Engels voetballer die doorgaans speelt als aanvaller. Hij komt uit voor De Graafschap, dat hem huurt van Leicester City.

## Clubcarrière
Marçal werd geboren in Leicester en begon met voetballen bij Peterborough United, waarna hij in 2015 werd opgenomen in de jeugdopleiding van Leicester City. In juli 2021 tekende hij zijn eerste profcontract voor de club. Hij debuteerde op 8 januari 2022 voor het eerste van Leicester, in de FA Cup tegen Watford (4-1). Hij kwam in de rust in de ploeg voor Vontae Daley-Campbell. Het zou anderhalf jaar duren voor Marçal weer in actie kwam voor Leicester. Op 9 augustus 2023 speelde hij een wedstrijd in de EFL Cup tegen Burton Albion (2-0) en drie dagen later mocht hij debuteren in de competitie – Leicester was net gedegradeerd naar de Championship – tegen Huddersfield Town (1-0). De week erna maakte hij zijn eerste doelpunt tegen Cardiff City (2-1). In totaal kwam Marçal negen keer in actie voor het eerste.
Medio 2024 werd Marçal verhuurd aan De Graafschap, dat uitkwam in de Eerste divisie. Na een blessure debuteerde hij op 1 december tegen VVV-Venlo (3-1). Hij kwam in de 63e minuut in het veld voor Jesse van de Haar.

## Interlandcarrière
Marçal heeft Portugese en Angolese ouders, en is geboren in Engeland. Hij kan dus voor deze drie landen uitkomen. Hij speelde jeugdinterlands voor Portugal.

## Statistieken
| Seizoen | Club            | Competitie     | Competitie | Competitie | Beker | Beker | Overig | Overig | Totaal | Totaal |
| Seizoen | Club            | Competitie     | Wed.       | Dlp.       | Wed.  | Dlp.  | Dlp.   | Dlp.   | Wed.   | Dlp.   |
| ------- | --------------- | -------------- | ---------- | ---------- | ----- | ----- | ------ | ------ | ------ | ------ |
| 2021/22 | Leicester City  | Premier League | 0          | 0          | 1     | 0     | 0      | 0      | 1      | 0      |
| 2022/23 | Leicester City  | Premier League | 0          | 0          | 0     | 0     | 0      | 0      | 0      | 0      |
| 2023/24 | Leicester City  | Championship   | 3          | 1          | 5     | 0     | 0      | 0      | 8      | 1      |
| 2024/25 | → De Graafschap | Eerste divisie | 9          | 0          | 1     | 0     | 0      | 0      | 10     | 0      |
| Totaal  | Totaal          | Totaal         | 12         | 1          | 7     | 0     | 0      | 0      | 19     | 1      |

Bijgewerkt op 14 april 2025.